# Obmýtí
Obmýtí je plánovaná (teoreticky stanovená) produkční doba v hospodářských lesích. Jde o střední věk, ve kterém se předpokládá obnovní těžba v pasečně upravovaném hospodářském lese. Jde o základní parametr hospodářské úpravy lesa v pasečném hospodářském způsobu s významným konkrétním vlivem na celou řadu ekonomicky významných charakteristik lesa. Lze říci, že doba obmýtí je teoreticky stanovený průměrný věk, kterého by se dle lesního hospodářského plánu (LHP), měly dožít stromy v konkrétním hospodářském souboru. Její konkrétní stanovení vychází z požadavku trvalosti a vyrovnanosti produkce dříví potřebných rozměrů, kvality, odpovídající technické a hospodářské upotřebitelnosti. Používá se řada teoretických postupů a modelů pracujících s kulminací celkového objemového nebo cenového (hodnotového) přírůstu (dle hosp. způsobu a cílů lesního hospodářství. Závisí zejména na druhovém složení porostu, bonitě stanoviště a klimatických podmínkách. Pojem obmýtí (doby obmýtí) je úzce spojen s hospodářským způsobem pasečným. V hospodářském způsobu výběrném ztrácí své opodstatnění. 

## Obnovní doba ve vztahu k obmýtí
Porosty se zpravidla (kvůli své velikosti, legislativním omezením, provozním a ekologickým požadavkům) neobnovují najednou (přesně ve stanovenou dobu obmýtí). Obnova konkrétního porostu začíná dříve a dokončuje se později než by odpovídalo stanovenému obmýtí. Pro lepší popis časového průběhu obnovy byl zaveden doplňkový termín obnovní doba. Obnovní doba je doba mezi počátkem a koncem obnovy porostu. První obnovní těžba bývá uvažována ve věku obmýtí minus polovina obnovní doby, domýcení pak ve věku obmýtí plus polovina obnovní doby.

## Důsledky stanovení doby obmýtí
Stanovení doby obmýtí má zásadní vliv na hospodaření lesního podniku. Od stanovené doby obmýtí se odvozuje výše povolených obnovních těžeb zpravidla na 10 let dopředu (dle platnosti LHP). Přibližně platí, že o 10 let prodloužené obmýtí znamená snížení hranice povolené těžby obnovní o 9 % a těžby celkové o 7 % . Stanovení obmýtí má zásadní dopady například do oceňování lesů. Tentýž porost, při použití různých dob obmýtí, bude mít různou úřední cenu, a tím i různou daň při převodu vlastnictví. Stejně může změna obmýtí ovlivnit tržní hodnotu lesa. Zkrácení doby obmýtí (= přiblížení obnovní těžby) může výrazně zvýšit tržní cenu lesa (atraktivitu lesa pro kupujícího) a naopak.